# Fechtweltmeisterschaften 2002
Die 50. Fechtweltmeisterschaften fanden vom 18. bis 23. August 2002 in Lissabon statt. Austragungsort war der Pavilhão Atlântico. Es wurden insgesamt zwölf Wettbewerbe ausgetragen, jeweils Einzel- und Mannschaftswettbewerbe mit Degen,
Florett und Säbel für Herren und für Damen.

## Herren

### Florett, Einzel
| Platz | Land                | Sportler           |
| ----- | ------------------- | ------------------ |
| 1     | Italien             | Simone Vanni       |
| 2     | Deutschland         | André Weßels       |
| 3     | Polen               | Piotr Kiełpikowski |
|       | Volksrepublik China | Wu Hanxiong        |

### Florett, Mannschaft
| Platz | Land        | Sportler                                                                      |
| ----- | ----------- | ----------------------------------------------------------------------------- |
| 1     | Deutschland | Ralf Bißdorf, Peter Joppich, Lars Schache, André Weßels                       |
| 2     | Frankreich  | Loïc Attely, Jean-Noël Ferrari, Franck Boidin, Brice Guyart                   |
| 3     | Spanien     | Javier Menéndez, Luis Caplliure, José Francisco Guerra, Javier García Delgado |

### Degen, Einzel
| Platz | Land       | Sportler        |
| ----- | ---------- | --------------- |
| 1     | Russland   | Pawel Kolobkow  |
| 2     | Frankreich | Fabrice Jeannet |
| 3     | Südkorea   | Ku Kyo-dong     |
|       | Belarus    | Wital Sacharau  |

### Degen, Mannschaft
| Platz | Land       | Sportler                                                             |
| ----- | ---------- | -------------------------------------------------------------------- |
| 1     | Frankreich | Fabrice Jeannet, Benoît Janvier, Jean-Michel Lucenay, Hugues Obry    |
| 2     | Russland   | Pawel Kolobkow, Sergei Kotschetkow, Alexei Selin, Wjatscheslaw Selin |
| 3     | Südkorea   | Ku Kyo-dong, Kim Jung-kwan, Lee Sang-yup, Yang Roy-sung              |

### Säbel, Einzel
| Platz | Land       | Sportler             |
| ----- | ---------- | -------------------- |
| 1     | Russland   | Stanislaw Posdnjakow |
| 2     | Frankreich | Julien Pillet        |
| 3     | Rumänien   | Mihai Covaliu        |
|       | Italien    | Luigi Tarantino      |

### Säbel, Mannschaft
| Platz | Land        | Sportler                                                                   |
| ----- | ----------- | -------------------------------------------------------------------------- |
| 1     | Russland    | Alexei Djatschenko, Sergei Scharikow, Alexei Frossin, Stanislaw Posdnjakow |
| 2     | Italien     | Giacomo Guidi, Giampiero Pastore, Luigi Tarantino, Aldo Montano            |
| 3     | Deutschland | Dennis Bauer, Michael Herm, Harald Stehr, Alexander Weber                  |

## Damen

### Florett, Einzel
| Platz | Land     | Sportlerin          |
| ----- | -------- | ------------------- |
| 1     | Russland | Swetlana Boiko      |
| 2     | Russland | Jekaterina Juschewa |
| 3     | Ungarn   | Edina Knapek        |
|       | Ungarn   | Aida Mohamed        |

### Florett, Mannschaft
| Platz | Land     | Sportlerinnen                                                                |
| ----- | -------- | ---------------------------------------------------------------------------- |
| 1     | Russland | Swetlana Boiko, Jekaterina Juschewa, Olga Lobynzewa, Julija Chakimowa        |
| 2     | Polen    | Sylwia Gruchała, Małgorzata Wojtkowiak, Anna Rybicka, Magdalena Mroczkiewicz |
| 3     | Rumänien | Laura Badea-Cârlescu, Roxana Scarlat, Reka Lazăr-Szabo, Cristina Stahl       |

### Degen, Einzel
| Platz | Land        | Sportlerin       |
| ----- | ----------- | ---------------- |
| 1     | Südkorea    | Nam Hyun-hee     |
| 2     | Deutschland | Imke Duplitzer   |
| 3     | Rumänien    | Ana Maria Brânză |
|       | Deutschland | Britta Heidemann |

### Degen, Mannschaft
| Platz | Land                | Sportlerinnen                                            |
| ----- | ------------------- | -------------------------------------------------------- |
| 1     | Ungarn              | Hajnalka Tóth, Adrienn Hormay, Hajnalka Király           |
| 2     | Estland             | Maarika Võsu, Irina Embrich, Olga Aleksejeva, Heidi Rohi |
| 3     | Volksrepublik China | Luo Xiaojuan, Li Na Shen Weiwei, Zhong Weiping           |

### Säbel, Einzel
| Platz | Land                | Sportlerin         |
| ----- | ------------------- | ------------------ |
| 1     | Volksrepublik China | Tan Xue            |
| 2     | Aserbaidschan       | Jelena Schemajewa  |
| 3     | Russland            | Jelena Netschajewa |
|       | Frankreich          | Cécile Argiolas    |

### Säbel, Mannschaft
| Platz | Land          | Sportlerinnen                                                            |
| ----- | ------------- | ------------------------------------------------------------------------ |
| 1     | Russland      | Jelena Netschajewa, Margarita Jukowa, Irina Baschenowa, Natalja Makejewa |
| 2     | Ungarn        | Edina Csaba, Orsolya Nagy, Annamaria Nagy, Gabriella Sznopek             |
| 3     | Aserbaidschan | Jelena Schemajewa, Anjela Volkova, Janna Syukayeva, Yelena Əmirova       |